# Hastamea
Hastamea é um gênero de traça pertencente à família Agonoxenidae.